# Kevin Buzzacott

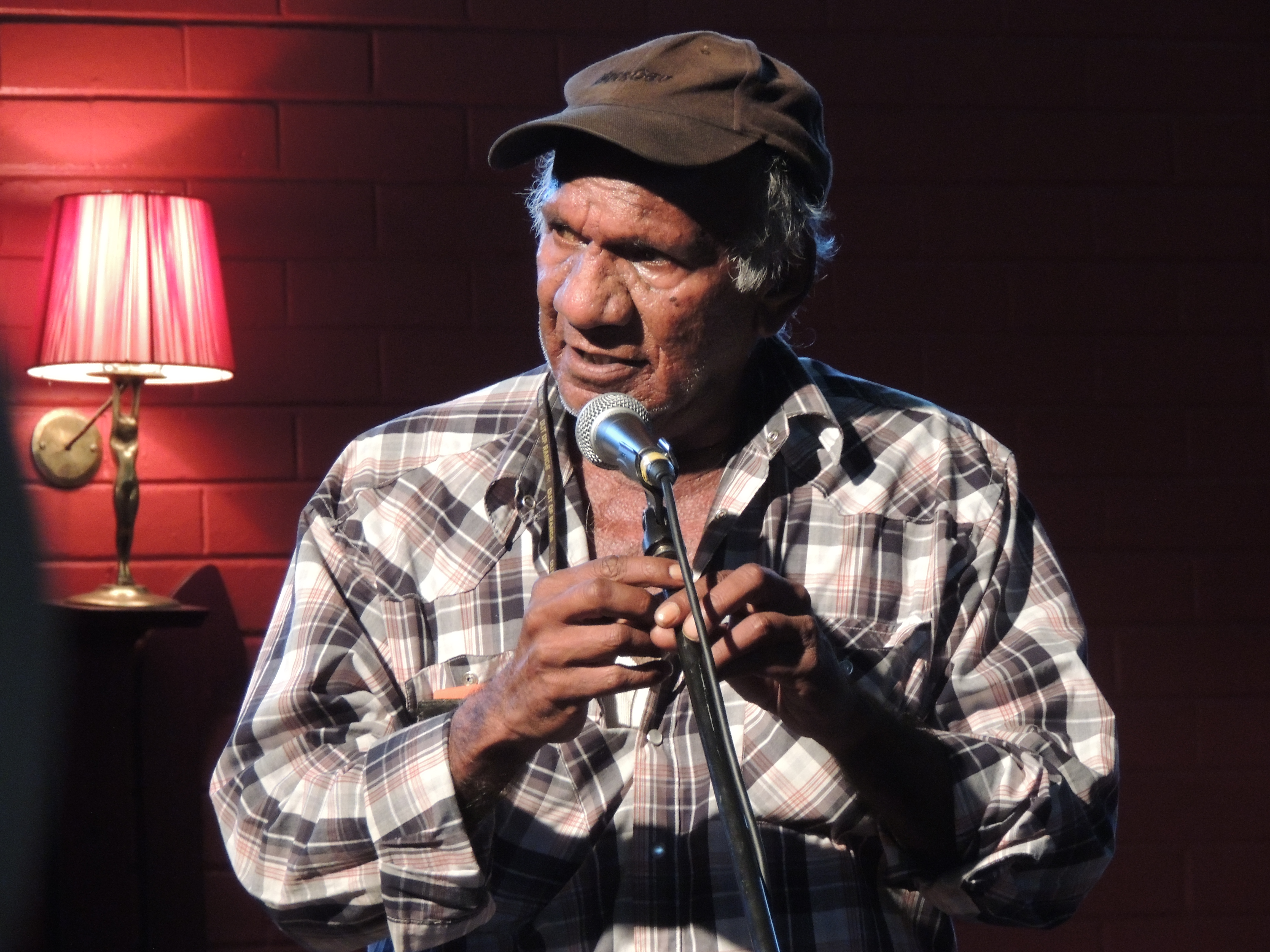
Kevin Buzzacott

Kevin Buzzacott (* 1947) ist ein Elder der indigenen australischen Aborigines vom Stamm der Arabunna im nördlichen South Australia, der auch Uncle Kev genannt wird. Er setzt sich für die Anerkennung der Kultur, der Menschenrechte und der Landrechte der Aborigines ein. Buzzacott initiierte und führte zahlreiche politische Kampagnen gegen das Uranbergwerk Olympic Dam auf dem Land der Arabunna und gegen die Ausbeutung des Trinkwassers im Great Artesian Basin.
Er wird als Uncle Kev anerkennend genannt und sowohl von den Aborigines als auch von den Nichtaborigines für seinen Einsatz zum Schutz seines Landes, der Kultur und des australischen Geistes anerkannt.

## Kampagnen
Im April 1999 versuchten der australische Außenminister Alexander Downer und der Umweltminister Robert Hill den Lake Eyre aus der Liste des UNESCO-Weltnaturerbe zu streichen, um der Bergwerksgesellschaft BHP Billiton Minenaktivitäten zu ermöglichen. Der Beschwerdeführer Kevin Buzzacott bezeichnete in dem Gerichtsverfahren, das er verlor, die Initiative des Ministers Downer als einen Genozid an den australischen Aborigines. Daraufhin initiierte Buzzacott einen Marsch vom Lake Eyre bis zu den Olympischen Sommerspielen 2000 in Sydney und einen weiteren von der Uranmine Olympic Dam nach Hiroshima in Japan.
2002 forderte Buzzacott die Stammestotems Emu und Känguru zurück, die im australischen Wappen außerhalb am Parliament House in Canberra angebracht sind. Drei Jahre später wurde er wegen Diebstahl dieses Wappens für die Zelt-Botschaft, ein Mahnmal des Aboriginesprotests, zwangsweise in Haft genommen. Dies mündete ein in eine gerichtliche Auseinandersetzungen, in der die australische Regierung einen der ausführlichsten Schriftsätze zum Genozid niederlegte.
2003 produzierte der Special Broadcasting Service gemeinsam mit der Australian Film Commission of the Unit Aborigines eine Dokumentationsserie mit dem Titel We of Little Voice, die Kevin Buzzacott auf einer Reise durch das nördliche South Australia zeigte, wo er die Elders der Aborigines über ihre Erfahrungen mit der Atomindustrie im Uranabbau und über die Atomwaffentests befragte.
Er unterstützte die Zelt-Botschaft der Aborigines in Canberra, wo er 1988 in eine gerichtliche Auseinandersetzung geriet. Er war auch beteiligt am Camp Sovereignty während der Commonwealth Games von 2006 in Melbourne, die von vielen Aborigines als die Stolen-Wealth Games bezeichnet werden.
In Melbourne sammelte am 21. April 2007 eine Gruppe von Aborigines und Nichtaborigines Geld für Buzzacott, damit dieser die Aufklärung der australischen Bevölkerung über die Folgen des Uranabbaus weiter betrieb.

## Preise
2001 erhielt den Kevin Buzzacott den renommierten Nuclear-Free Future Award in Irland, was ihm ermöglichte durch Europa zu reisen und Vorträge des Kampfes der Aborigines für ihre Landrechte zu halten.
Die Australian Conservation Foundation (ACF) zeichnete Buzzacott 2007 mit dem Peter Rawlinson Award für seine über zwei Generationen anhaltende Arbeit gegen den Uranbergbau und für seinen Einsatz für ein nuklearfreies Australien aus. Der geschäftsführende Direktor der ACF bezeichnet Buzzacott anlässlich seiner Preisübergabe:
A passionate and effective advocate for sustainable water management and for responsibility, respect and recognition of the rights, aspirations and traditional knowledge of Australia’s Indigenous peoples. Kevin is a cultural practitioner, an activist, an advocate and an educator. He has travelled tirelessly, talking to groups large and small about the impacts of uranium mining and the threats posed by the nuclear industry. Kevin has had a profound impact on the lives of many people – especially young people – with his many tours and ‘on-country’ events. For many young activists ‘Uncle Kev’ is truly an unsung hero and, against the current pro-nuclear tide, his is a very important struggle and story.